# Kazimierz Zieleniewski
Kazimierz Zieleniewski (ur. 6 lutego 1888 w Tomsku, zm. 14 kwietnia 1931 w Neapolu) – polski malarz. Swoje prace sygnował monogramem „KZ”.

## Życiorys
Urodził się w rodzinie polskich zesłańców. Początkowo studiował filozofię i botanikę, a następnie rozpoczął studia na Akademii Sztuk Pięknych w Krakowie u Wojciecha Weissa i Józefa Pankiewicza, kontynuował przez rok w Wiedniu.
Podczas I wojny światowej wstąpił do Legionów Polskich, lecz wkrótce został zwolniony z przyczyn zdrowotnych. W roku 1917 przebywał w Szwajcarii, następnie po krótkim pobycie w Tomsku wyjechał do Japonii, gdzie został przyjęty do towarzystwa artystycznego Nika-Kai. Przez Szanghaj powrócił do Europy, zamieszkał we Francji, a następnie we Włoszech, gdzie pozostał do końca życia. Zmarł wskutek udaru i został pochowany w Neapolu na cmentarzu Fuorigrotta.
Od roku 1927 uczestniczył w wystawach malarstwa w Paryżu. W roku 1932 odbyła się wystawa indywidualna w Salonie Niezależnych w Paryżu. Około stu prac pozostało w posiadaniu jego spadkobierców we Włoszech. Staraniem Instytutu Polskiego we Włoszech odbyły się w roku 2008 trzy wystawy jego prac w Rzymie i na Sycylii. Jego dzieła znajdują się w kolekcjach Centre Georges Pompidou w Paryżu oraz Muzeum Narodowego w Warszawie.
Wnuczką Kazimierza Zieleniewskiego jest Agnieszka Morawińska, od 2010 dyrektor Muzeum Narodowego w Warszawie.

## Bibliografia

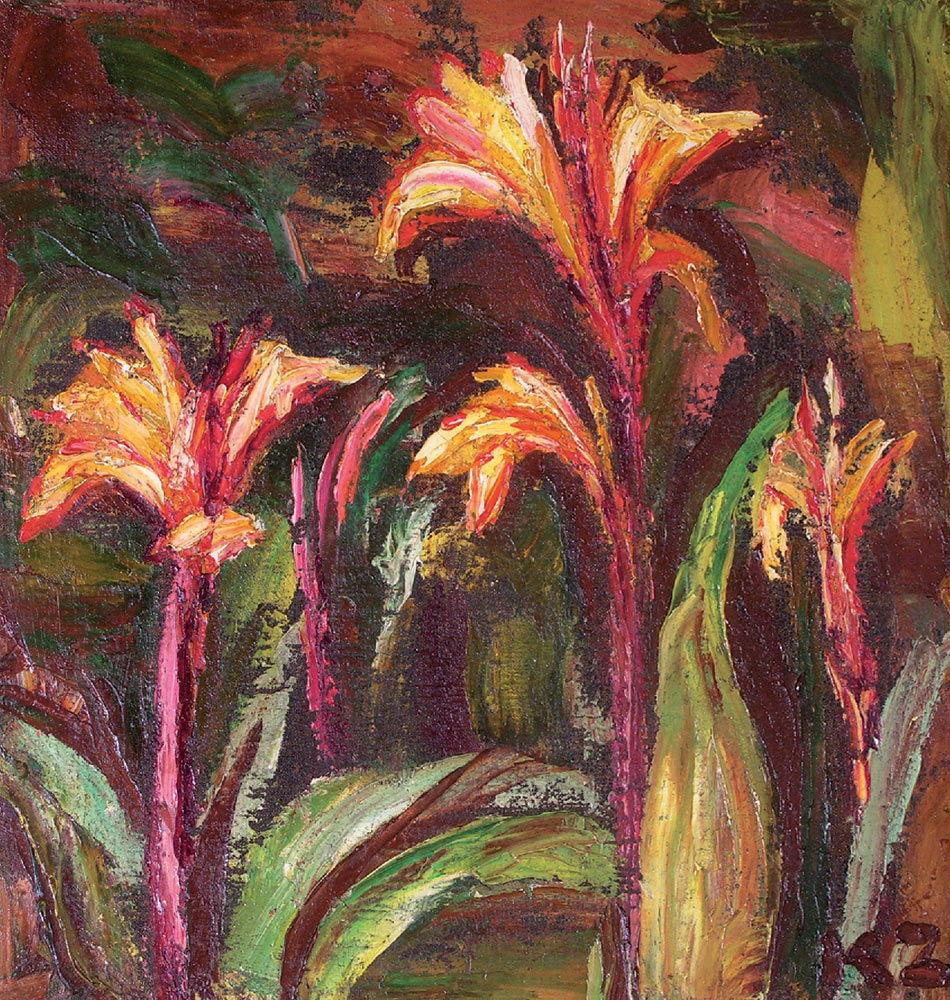
Egzotyczne kwiaty
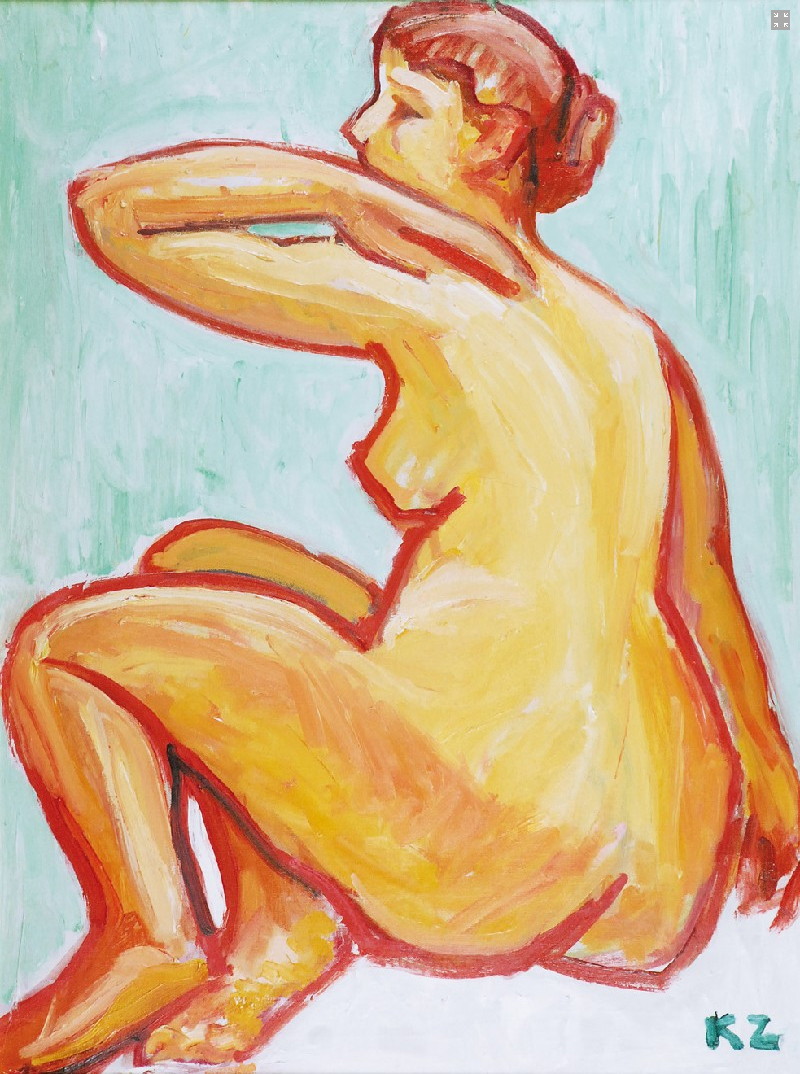
Akt na zielonym tle
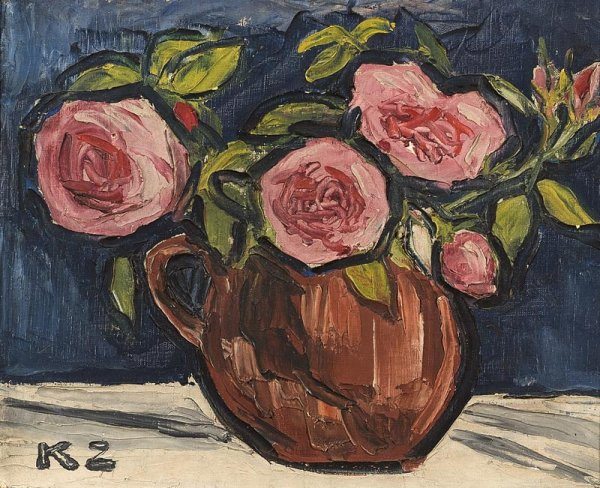
Kwiaty